# 联华公寓

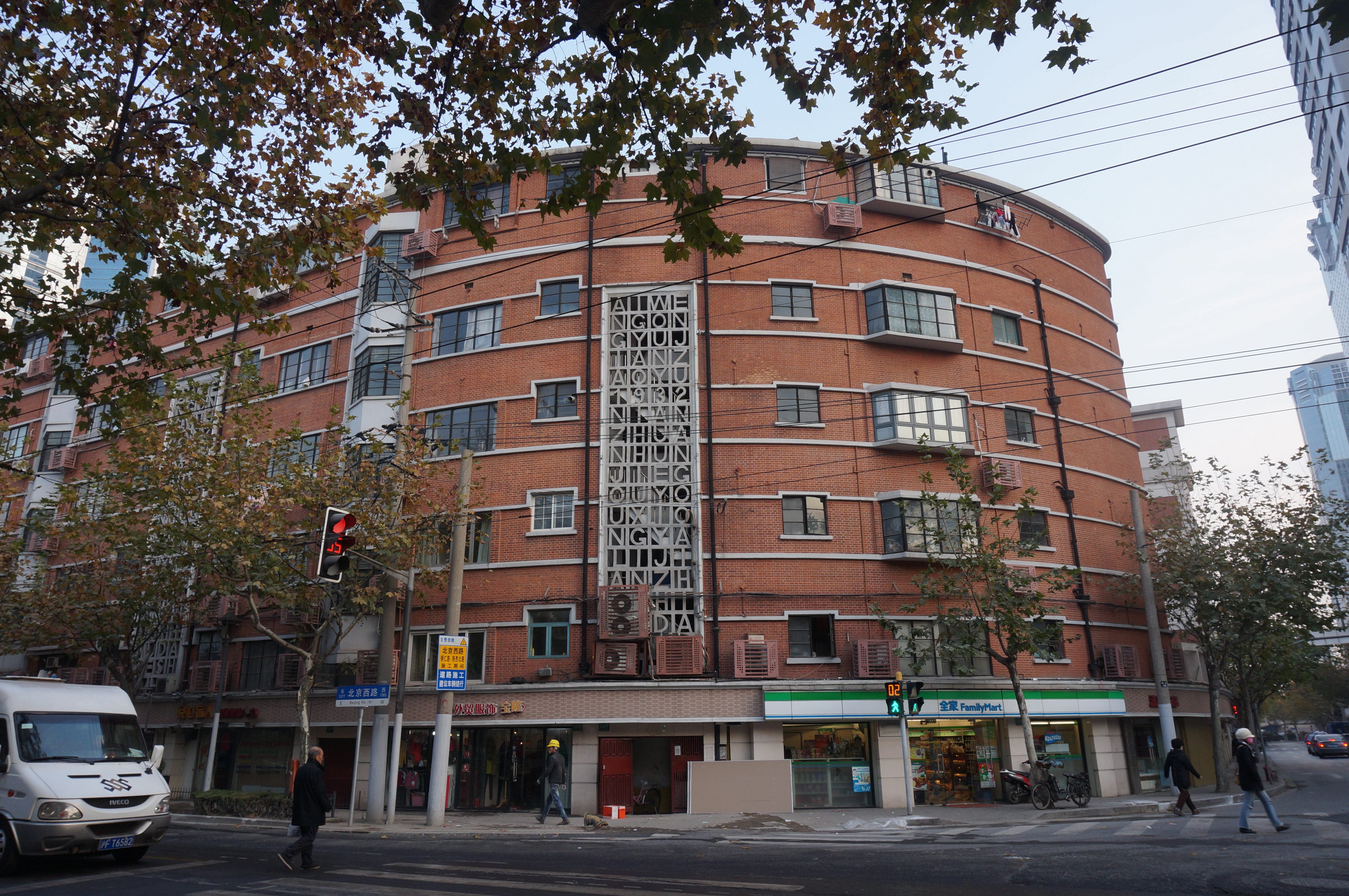

联华公寓是上海市静安区的历史建筑，位于北京西路1341-1383号，铜仁路330弄，以及南阳路208~228号，即北京西路以南，铜仁路以东，南阳路以北的三面临街地块上。

## 历史
联华公寓原名爱文公寓（Avenue Apartments），得名于所在的爱文义路（今北京西路）。公寓共有三排，现代主义风格，立面简洁。建于1932年，由大陆银行的叶扶宵、沈赖清、谈公远及匈牙利籍著名建筑师邬达克4人合资建造。建筑师即邬达克本人。二战后，4个业主成立联华房地产公司，公寓改名为联华公寓。公寓原有5层，1976年加建一层。
公寓原来的住户大多数是外侨，煤气、暖气、热水等设施齐全，设南部主人入口和北部佣人入口，分别通往宽敞的主楼梯和狭窄的佣人楼梯，后者通往厨房和保姆房，在厨房外的备餐厅设有传菜窗。
联华公寓已被列为上海市第三批优秀历史建筑。联华公寓的铜仁路对面是同样由邬达克设计的现代主义建筑吴同文住宅，北京西路对面是雷士德医学院，均已被列为上海市优秀历史建筑，并且都位于政府划定的南京西路历史文化风貌区范围之内。